# Futebol Clube Acopiara Academy
O Futebol Clube Acopiara Academy, anteriormente como Associação Esportiva Campo Grande Futebol Clube, é um clube de futebol brasileiro sediado na cidade de Acopiara, localizado no estado do Ceará. Sua fundação ocorreu em 23 de fevereiro de 1985, na cidade de Juazeiro do Norte, sendo estabelecido por quatro amigos no prédio da biblioteca municipal.

## História

### Associação Esportiva Campo Grande Futebol Clube

Escudo do Campo Grande até 2024.

A Associação Esportiva Campo Grande Futebol Clube foi fundada no dia 23 de fevereiro de 1985, por quatro amigos: Suarez Leite Machado (ex-presidente), Jânio Batista (cronista esportivo), Raimundo Rodrigues Couto (empresário) e Raimundinho (empresário), no prédio da Biblioteca Municipal de Juazeiro do Norte.
O objetivo traçado pelo quarteto era se estruturar para que o Campusca de Juazeiro pudesse um dia disputar um campeonato regional. A equipe se filiou à Liga Desportiva Juazeirense (LDJ), participando dos campeonatos citadinos e copas interestaduais.
Em 2015, o Campo Grande deu um grande passo e se filiou à Federação Cearense de Futebol. Com isso, o clube estava apto para disputar sua competição profissional: o Campeonato Cearense da 3ª Divisão, terminando em nono lugar. Na temporada seguinte, em virtude da desistência de alguns clubes em disputar a Série B, o Campo Grande se beneficiou sendo promovido de divisão, mas acabou ficando em último lugar e foi rebaixado.
Em 2018, o Campo Grande foi campeão da Série C do Campeonato Cearense, superando o Crato por 3 a 1 nas disputas de pênaltis, após um empate de 2 a 2 no tempo regulamentar.

### Futebol Clube Acopiara Academy
A equipe foi criada em 2023, mediante um projeto milionário de futebol, localizado na zona rural de Acopiara, isolada do centro do município. Por trás do empreendimento está a Blockchain Sports, um grupo empresarial bielorrusso que tem como CEO Saksonau Dzmitry, dono de um império no ramo de tecnologia. A equipe acopiarense é gerida pelo ex-jogador Lima de Moura, natural do município. A ideia principal é revelar novos talentos do futebol e fomentar o desenvolvimento econômico e social de Acopiara.
O clube está construindo a Academia Blockchain Sports (ABS), que prevê um complexo com dois campos sintéticos, um campo com grama natural, prédio administrativo, casas geminadas, escola, dormitórios, SPA, hotel, estádio, arquibancada e vestiários.
Em 6 de fevereiro de 2024, o clube assumiu os registros da Associação Esportiva Campo Grande Futebol Clube, mudando de nome e sede. Com isso, a equipe juazeirense encerrou suas atividades profissionais após oito anos.

## Títulos

### Campo Grande
- Campeonato Cearense de Futebol - Série C: 1 (2018).[15]